# Szczęść Boże
Szczęść Boże! – tradycyjne polskie pozdrowienie, wywodzące się z kultury chrześcijańskiej, o charakterze życzenia błogosławieństwa Bożego. Jest szeroko stosowane zarówno w codziennych kontaktach wierzących, jak i w środowiskach zawodowych (np. górników), a także obecne w różnych sferach kultury, sztuki i życia publicznego.

## Znaczenie i etymologia
Pozdrowienie „Szczęść Boże” wyraża życzenie Bożego błogosławieństwa i powodzenia. Jest skróconą formą zwrotu „Niech Bóg szczęści”, czyli „Niech Bóg obdarzy cię szczęściem”. W tradycji katolickiej stanowi odpowiednik takich formuł, jak łacińskie „Benedicite” czy niemieckie „Grüß Gott”. Jest to forma modlitwy i wyraz chrześcijańskiej troski o bliźniego. Zgodnie z analizą językoznawczą, pozdrowienie to pełni funkcję magicznego tekstu, mającego na celu stworzenie pozytywnej rzeczywistości poprzez słowa i gesty.  W językoznawstwie traktowane jako tekst performatywny – wypowiedzenie mające wywołać określony stan rzeczy.

## Użycie
Zwrot używany powszechnie w południowej i wschodniej Polsce, szczególnie wśród osób wierzących, duchowieństwa i zawodów tradycyjnie powiązanych z Kościołem (np. górnicy). Na pozdrowienie „Szczęść Boże” typowe odpowiedzi to powtórzenie pozdrowienia („Szczęść Boże”) lub odpowiedź „Daj Boże”, „Daj Panie Boże” czy „Bóg zapłać”. W kontekście górniczym, „Szczęść Boże” jest nie tylko formą pozdrowienia, ale również wyrazem solidarności zawodowej i duchowej, szczególnie w obliczu niebezpieczeństw związanych z pracą pod ziemią.  Pozdrowienie to obecne jest podczas Barbórki, święta górników, a także w codziennym języku branżowym.
W środowisku rolniczym pozdrowienie to funkcjonuje jako wyraz szacunku wobec pracy rolnika, często stosowany podczas prac polowych i w czasie dożynek.

## W kulturze
- Literatura: obecne w twórczości Stanisława Jachowicza („Szczęść Boże i Bóg zapłać”)[5]; dramat „Szczęść Boże!” Jantka (1900)[6].
- Muzyka: hymn ewangelicki „Szczęść Boże! – tak wołamy” ks. Jerzego Heczki[7].
- Gry: gra planszowa „Szczęść Boże” (polska edycja „Glück Auf”)[8].
- Miejsca: Osiedle Szczęść Boże w Wałbrzychu, ulica Szczęść Boże w Tarnowskich Górach, Gliwicach (Sośnica), Zabrzu (Biskupice), Bytomiu (Rozbark), Rudzie Śląskiej[9]; Willa Szczęść Boże w Gdyni, dawne nazwy Kopalnia Węgla Kamiennego Tenczynek, Kopalnia Węgla Kamiennego Bolesław Śmiały.
- Instytucje: Placówka Straży Celnej „Szczęść Boże”.

Napis na Dzwonie Zygmunta: „Głosem swym błagam: Szczęść Boże pracy ludzkiej”.

## W polityce
W 2015 roku Grzegorz Braun utworzył KWW Grzegorza Brauna „Szczęść Boże!”, który brał udział w wyborach parlamentarnych, wykorzystując pozdrowienie jako element tożsamości politycznej. Wybór nazwy odwołującej się do religijnego pozdrowienia miał na celu podkreślenie chrześcijańskich wartości ugrupowania.

## Odpowiedniki w innych językach
Najbliższym odpowiednikiem jest niemieckie „Grüß Gott”, używane w Bawarii i Austrii (warianty regionalne „Griaß di” oraz Szwajcaria „Grüezi”) . Jest to standardowe powitanie, używane zarówno w codziennych rozmowach, jak i w oficjalnych kontekstach.  Choć ma religijne korzenie, obecnie jest często używane bez świadomości jego pierwotnego znaczenia. 
Oba wyrażenia mają wspólną funkcję – religijnego pozdrowienia życzącego Bożej opieki – i wywodzą się z dawnych form grzecznościowych.  Współcześnie jednak, w niektórych regionach, takie pozdrowienia są zastępowane bardziej neutralnymi formami, co budzi dyskusje na temat zachowania tradycji religijnych w przestrzeni publicznej. Czeskie „Zdař Bůh” – tradycyjne pozdrowienie wśród czeskich górników, także wyrażające życzenie pomyślności. Inne podobne zwroty: „Dios te bendiga” (hiszp.), „Dieu vous bénisse” (fr.), „Dio ti benedica” (wł.).